# Troubky
Troubky település Csehországban, Přerovi járásban. Troubky Rokytnice, Záříčí, Císařov, Uhřičice, Tovačov, Přerov, Lobodice, Citov, Bochoř és Věrovany településekkel határos. Lakosainak száma 2043 fő (2024. január 1.).

## Népesség
A település lakosságának változását az alábbi diagram mutatja:
| Lakosok száma | 1293 | 1913 | 2144 | 2358 | 2183 | 2066 | 2045 | 2043 | 1935 | 2043 |
|               | 1869 | 1900 | 1921 | 1961 | 1980 | 2011 | 2016 | 2019 | 2021 | 2024 |